# Carrel (pièce)
Pour les articles homonymes, voir Carrel.

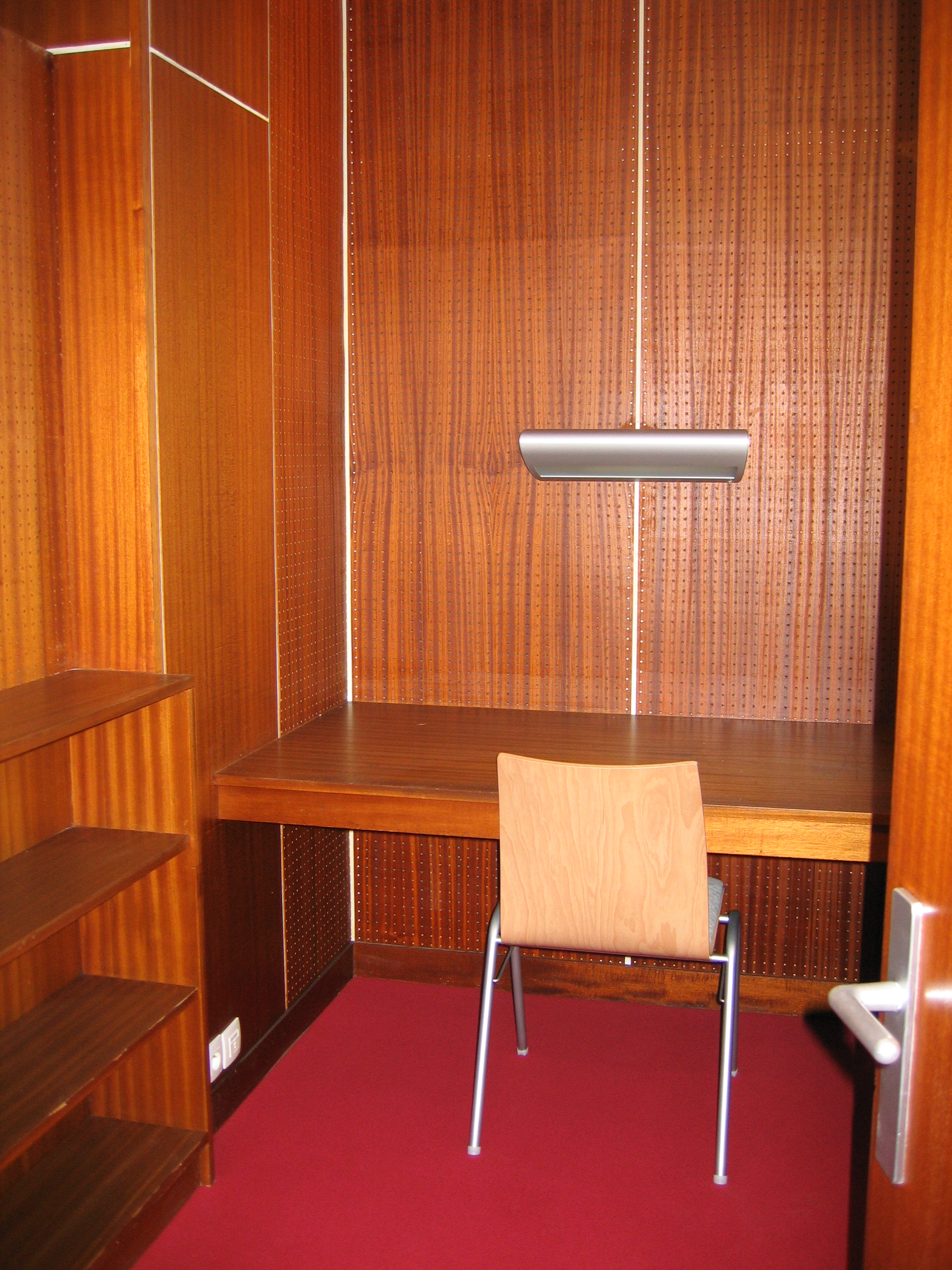
Un carrel de bibliothèque à l'université Rennes-I.

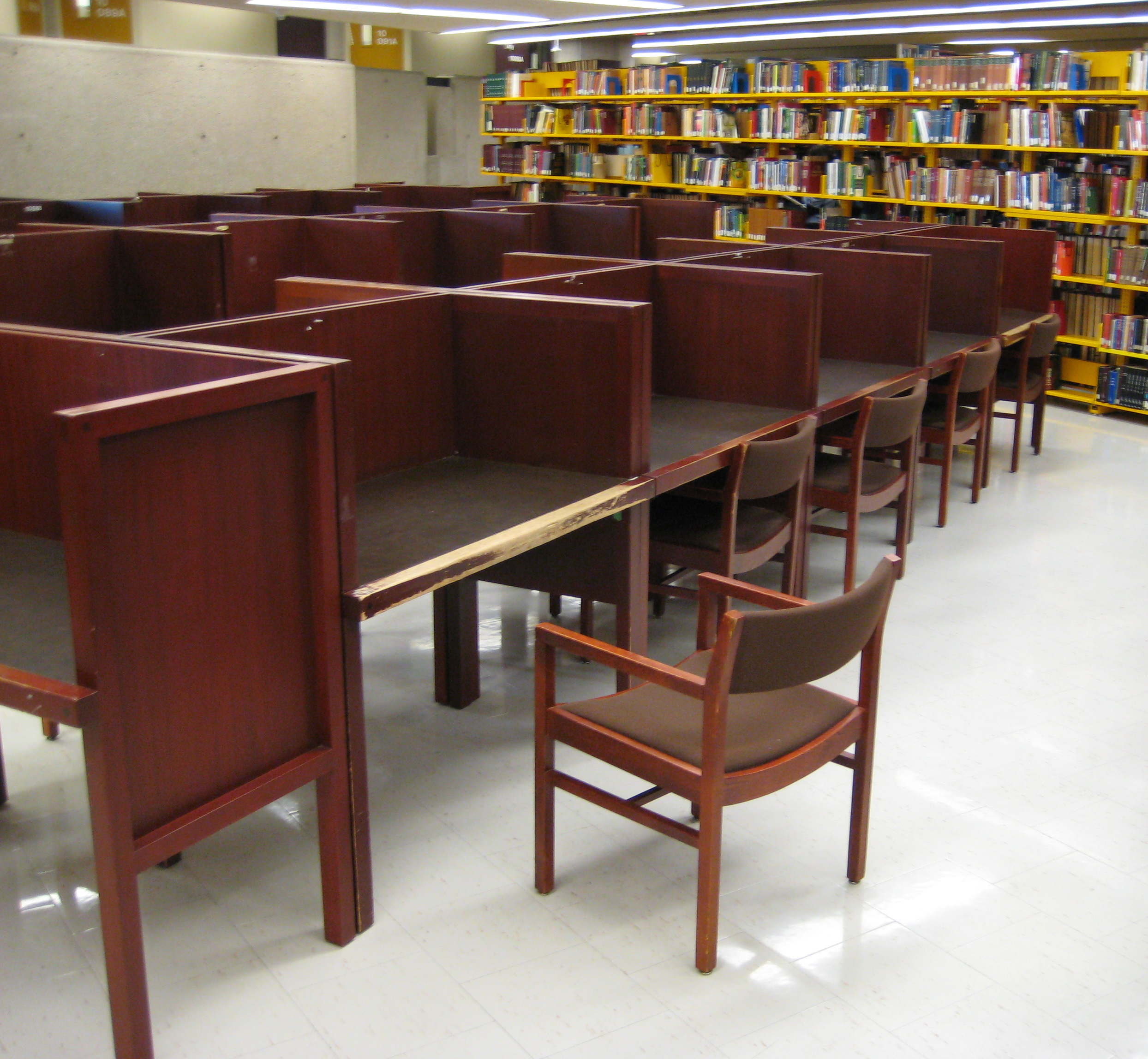
Un carrel d'étude.

Dans les bibliothèques universitaires françaises, on appelle carrel un espace d'étude individuel qui peut être soit cloisonné dans une salle de lecture soit une petite pièce.
Un carrel situé dans une salle de lecture peut ne pas avoir de plafond.
Il dispose d'une porte fermant à clé, ce qui peut permettre à l'usager de le réserver.
Les carrels contiennent un bureau, généralement intégré à la cloison, un éclairage individuel et une chaise. Ils sont aussi très souvent pourvus d'une prise réseau et d'une prise de courant afin d'y brancher un ordinateur portable.
Dans les bibliothèques anglo-saxonnes, on appelle carrel d'étude un meuble de bureau cloisonné sur le devant et les côtés, permettant ainsi au lecteur d'être isolé de ses voisins.